# محمد علي تربيت
محمد علي تربيت ( (بالفارسية: محمدعلی تربیت). من مواليد 26 مايو 1877، تبريز،  في محافظة أذربيجان الشرقية - توفي 17 يناير 1940 في طهران ) سياسي وصحفي إيراني. أسس أول مكتبة في إيران باسم مكتبة تربيت. كان محمد علي تربيت أحد كتاب «الثورة الدستورية التركية الأذربيجانية» وعضوًا في المجلس الشوري الإسلامي (1931 - 1940).